# Scottdale (Pennsylvanie)
Pour les articles homonymes, voir Scottdale.
Scottdale est un borough situé au sud du comté de Westmoreland, en Pennsylvanie, aux États-Unis,. En 2010, il comptait une population de 4 384 habitants, estimée au 1er juillet 2020 à 4 311 habitants. Le borough est fondé en 1872 et incorporé en février 1874.

## Démographie
Lors du recensement de 2010, le borough comptait une population de 4 384 habitants. Elle est estimée, en 2020, à 4 311 habitants.